# Mausoléu de Khoja Ahmed Yasawi
O Mausoléu de Khoja Ahmed Yasawi é um mausoléu inacabado na cidade de Hazrat-e Turkestan, no sul do Cazaquistão. Em 2003 tornou-se o primeiro Patrimônio Mundial da Unesco no Cazaquistão.

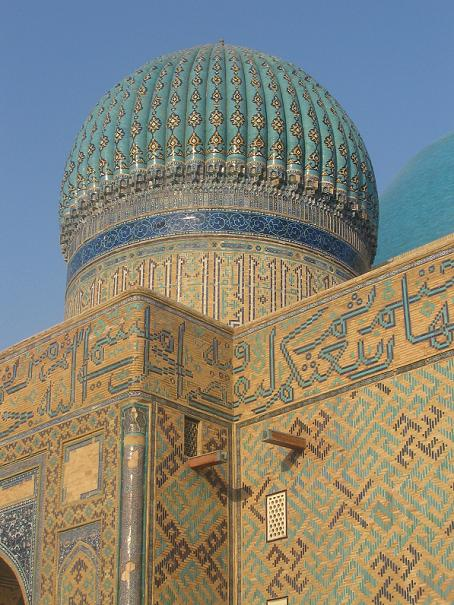
Uma cúpula do Mausoléu

Foi mandado construir em 1389 por Tamerlão para substituir o pequeno mausoléu do século XII do famoso mestre de sufismo Khoja Ahmed Yasawi. O edificio, um dos maiores da época foi deixado inacabado após a morte de Tamerlão em 1405. Construtores persas, liderados por Khwaja Hosein Shirazi eregeram um edificio rectangular de 39 metros de altura, que coroaram com a maior cúpula  alguma vez construida na Ásia Central. Esta cúpula, decorada com verde e azulejos dourados, mede 12.8 metros de diámetro e 28 metros de altura. Actualmente é uma das mais bem preservadas construções da época timúrida.